# Аллен, Марион
Марион Аллен (англ. Marion Allen, полное имя Marion Boyd Allen; 1862—1941) — американская художница-портретист.

## Биография
Родилась 23 октября 1862 года в Бостоне в семье юриста 1862 году в семье Стиллмана Аллена (Stillman Boyd Allen, 1830—1891) и его жены Гарриет Аллен (Harriet Smith Allen, урождённая Seaward, 1831—1922) Её брат — Уиллис Бойд Аллен (Willis Boyd Allen, 1855—1938), юрист, писатель и журналист, окончил Гарвардский университет в 1878 году.
Когда Марион была маленькой, родители взяли её в Европу на каникулы, где она решила стать художницей после того, как зарисовала Альпы. Но девушкепришлось отложить свое художественное образование на несколько лет, так как она посвятила бо́льшую часть своей жизни заботе о своей больной матери. В 1905 году она вышла замуж за двоюродного брата своего отца — Уильяма Августа Аллена, который умер в 1911 году.
Только в 1896 году Марион Аллен поступила в школу Бостонского музея изящных искусств, где училась у Фрэнка Бенсона, Эдмунда Тарбелла и Филипа Хейла, получив диплом об образовании в 1909 году. Она получила особое признание за свои портреты. Выставлялась на групповых выставках в Национальном обществе изящных искусств в Париже, в Национальном художественном клубе в Нью-Йорке, в Галерее искусства Коркоран в Вашингтоне. В 1910 году она провела персональную выставку в галерее Copley Society Gallery и продолжала выставляться там примерно до 1930 года. Некоторые из её других персональных выставок были проведены в галереях Ferargil Galleries и Argent Galleries в Нью-Йорке, в галереях Bose Galleries и Бостонском художественном клубе в Бостоне.
В 1915 году её картина «Enameling» была включена в Панамо-Тихоокеанскую международную выставку. Портрет Анны Хайат-Хантингтон в натуральную величину получил премию Newport Art Association в 1919 году. 8 марта 1924 года на обложке The Literary Digest появилась работа художницы «A Girl of the Orient».
С 1925 по 1936 год Марион Аллен путешествовала по Американскому Западу и Канадским Скалистым горам, делая наброски и рисуя пейзажи, включая такие национальные достопримечательности, как Большой каньон и гора Рейнир. Она также провела некоторое время в Аризоне, проехав тысячи миль через пустыню, чтобы добраться до индейских руин коренных американцев. Создала несколько портретов коренных жителей Америки на юго-западе страны, часто выставляла свои портреты в рамах, вырезанных местными мастерами.
Продолжая участвовать а различных экспозициях, художница получала различные награды, в числе которых призы New Haven Paint and Clay Club и Hudson prize Connecticut Academy of Fine Arts. В 1932 году она приняла участие в мероприятии женского клуба в местечке Ньютон-Сентер в штате Массачусетс, целью которого было показать достижения женщин в искусстве. Марион Аллен была представлена как «получившая международное признание». В числе других участников этого мероприятия были художницы Лилиан Хейл, Маргарет Браун, Гертруда Фиске, Лаура Хиллс, Лилла Перри и Анна Коулман-Лэдд.
Умерла 28 декабря 1941 года в Бостоне.
Портрет Анны Хайат-Хантингтон был включен в 1987 году в инаугурационную часть выставки American Women Artists 1830—1930 Национального музея женского искусства.